# Asme
Asmerom Tsigabu, känd som Asme, född 27 oktober 1996 i Angereds församling i Göteborg, är en svensk rappare från Hammarkullen i Göteborg.

## Biografi
Asme är född och uppvuxen i Göteborgsförorten Hammarkullen. Han har eritreanska och etiopiska rötter.
År 2017 startade han sin musikkarriär genom att samarbeta med barndomsvännen Aden under gruppnamnet Aden x Asme. Debuten var singeln "Bonnie & Clyde", en låt som endast släpptes på YouTube.
Första projektet med Aden var den femspåriga EP:n Vågor & fåglar, som släpptes den 11 maj 2018. I oktober samma år släppte Asme sin debutsingel som soloartist, ”No Mercy”. Låten debuterade på plats fyra på Sverigetopplistan och på en månad hade låten fått åtta miljoner spelningar på Spotify. I januari 2025 hade låten spelats över 21 miljoner gånger på Spotify och dess tillhörande musikvideo hade nått över sju miljoner på YouTube.
År 2020 släppte Asme sitt debutprojekt, EP:n BLodigt, som nådde en förstaplats på Sverigetopplistans albumlista.
År 2021 släppte Asme albumet Tusen Flows som toppade Sverigetopplistan. Albumet vann senare pris för årets hiphop på Grammisgalan. Samma år splittrades gruppen Aden x Asme, efter albumet Sista 12, som släpptes i oktober. Uppföljaren Tusen Flows 2 släpptes året därpå och debuterade på en andraplats på Sverigetopplistan.
2022 släppte Asme singeln "Poppis" som nådde tredje plats på Sverigetopplistan.

## Diskografi

### Studioalbum
| År   | Albuminformation | SVE |
| ---- | --- | --- |
| 2019 | 12 till 12 (Aden x Asme) - Släppt: 13 juni 2019 - Skivbolag: Bloodline Music / WMS - Format: Digital nedladdning, strömning    | 6   |
| 2021 | Tusen Flows - Släppt: 30 april 2021 - Skivbolag: Bloodline Music / Amuse - Format: Digital nedladdning, strömning              | 1   |
| 2021 | Sista 12 (Aden x Asme) - Släppt: 15 oktober 2021 - Skivbolag: Bloodline Music / Amuse - Format: Digital nedladdning, strömning | 5   |
| 2022 | Tusen Flows 2 - Släppt: 29 april 2022 - Skivbolag: Bloodline Music / Amuse - Format: Digital nedladdning, strömning            | 2   |
| 2023 | Spår av BLod - Släppt: 29 april 2022 - Skivbolag: Bloodline Music / UNI - Format: Digital nedladdning, strömning               | 1   |